# Piconet
Piconet är ett datanätverk inom bluetooth-standarden.
Ett piconet skapas när två eller fler Bluetooth-enheter samarbetar med varandra i samma kanaler. Varje piconet har en master som kontrollerar och registrerar de andra enheterna (som kallas slaves). Varje piconet kan ha upp till åtta aktiva enheter (en master och sju slavar) samt ytterligare ett antal enheter som kan ligga i så kallat parkerat läge. Enheterna i parkerat läge kan inte utbyta data med de andra enheterna innan master-enheten väcker dem till liv. Detta gäller för Bluetooth Classic men inte för Bluetooth Low Energy där aktiva enheter teoretiskt sett kan vara 2³² stycken.